# فرودگاه آبی ناکینا
فرودگاه آبی ناکینا (به انگلیسی: Nakina Water Aerodrome) یک فرودگاه همگانی است که یک باند فرود آب دارد. این فرودگاه در کشور کانادا قرار دارد و در ارتفاع ۲۹۷ متری از سطح دریا واقع شده‌است.